# Dissulfeto de germânio
Dissulfeto de germânio é o composto de fórmula química GeS2. É um material sólido branco incolor cristalino  que funde a cerca de 800 °C.
Cristaliza no sistema monoclínico, mas em função de alta e baixa temperatura, apresenta modificações dos ângulos de sua rede cristalina.
Tem aplicação na produção de vidros com propriedades de condutividade de elétrons.

## História
Dissulfureto de germânio foi o primeiro composto de germânio encontrado por Clemens Winkler, durante a análise de argirodita. O fato de sulfeto de germânio não ser solúvel em água ácida tornou possível a Winkler isolar o novo elemento de outros elementos.